# Anancastes
Anancastes (em grego medieval: Αναγκάστης) foi um oficial bizantino do século VI, ativo durante o reinado dos imperadores Justino II (r. 565–578) e Tibério II (r. 574–582). Anancastes serviu como emissário para os turcos em algum momento entre 571 e 576. Quando retornou, foi acompanhado por alguns turcos, que retornaram para casa em 576 acompanhados de Valentino. Os autores da PIRT levantam a possibilidade de que seu nome seja uma corruptela de Anagasto, o que permitiria associá-lo ao patrício com esse nome.